# Water on the Road
Water on the Road è un film-concerto del cantante statunitense Eddie Vedder, frontman dei Pearl Jam.
Pubblicato il 31 maggio 2011 in DVD e Blu-ray, esso documenta il tour solista di Vedder, durante il quale ha eseguito canzoni dei Pearl Jam, numerose cover e alcuni brani tratti dall'album Into the Wild Soundtrack.
Il film presenta per lo più prestazioni da due spettacoli di Vedder eseguiti il 16 e 17 agosto 2008, al Warner Theatre di Washington, DC.

## Tracce
1. The Canyon
2. Sometimes
3. Trouble
4. Around the Bend
5. Girl from the North Country
6. Guaranteed
7. Setting Forth
8. Far Behind
9. No Ceiling
10. Rise
11. Golden State
12. Society
13. Forever Young
14. Ed Piano (Instrumental)
15. I'm Open
16. Man of the Hour
17. Driftin'
18. No More
19. You're True
20. Ukulele Interlude (Instrumental)
21. Unthought Known
22. Arc
23. Hard Sun
24. The Canyon (reprise)